# Меццасома, Фернандо
Фернандо Меццасома (Медзасо́ма, итал. Ferdinando Mezzasoma; 3 августа 1907, Рим, Королевство Италия — 28 апреля 1945, Домо, Ломбардия, Италия) — итальянский государственный и политический деятель. Лейтенант.

## Биография
Вступил в фашистскую партию (НФП) практически с момента её основания. С 1929 по 1932 на службе в МИД Италии в качестве унтер-секретаря министерства.
Так же шла успешно и карьера в НФП, в 1930 году назначен вице-президентом Фашистской школы. В 1932—1935 годах — член федерального директората в Перудже.
В 1935—1937 годах генеральный вице-секретарь Молодёжного Фашистского университета. В 1937—1938 годах член национального директората фашистской партии, а уже в 1939—1942 годах и вице-секретарь фашистской партии.
С началом Второй мировой войны идёт добровольцем на фронт. Воюет во Франции и Северной Африке.
В марте 1942 года по июль 1943 года служит генеральным директором итальянской прессы в министерстве народной культуры.
С образованием Итальянской Социальной Республики назначен министром народной культуры и одновременно офицер связи ИСР.
Затем пленён партизанами и расстрелян.